# Sowica samotna
Sowica samotna (Ninox burhani) – gatunek średniej wielkości ptaka z rodziny puszczykowatych (Strigidae). Występuje endemicznie w Indonezji. Jest znany tylko z trzech wysp w archipelagu Wysp Togian u wybrzeży Celebesu. Został naukowo opisany w 2004 r.
MorfologiaDługość ciała: około 25 cm. Masa ciała dwóch zbadanych samców: 98–100 g. Obie płcie są do siebie podobne.
StatusMiędzynarodowa Unia Ochrony Przyrody (IUCN) uznaje sowicę samotną za gatunek bliski zagrożenia (NT – Near Threatened). W 2022 r. liczebność populacji szacowano na 2100–8100 dorosłych osobników. Trend liczebności populacji uznaje się za spadkowy. Zagrożeniem dla gatunku jest utrata siedlisk spowodowana wycinką lasów dla celów rolniczych i pozyskiwania drewna.